# 2С21
2С21 «Мста-К» — советская опытная дивизионная 152-мм самоходная гаубица (САУ).
Разработана в горьковском ЦНИИ «Буревестник» на базе опытного грузового автомобиля КрАЗ-6316. Главный конструктор проекта — Л. П. Дук. Работы остановлены в 1987 году в связи с нецелесообразностью дальнейших доработок базового шасси САУ. В некоторых источниках ошибочно называется индекс 2С27.

## История создания
В 1970-е годы на вооружение ВС Союза ССР поступили новые самоходные артиллерийские установки, благодаря которым было ликвидировано отставание советской артиллерии от артиллерии государств NATO. В то же время проведённые исследования показали необходимость коренной модернизации советской системы ракетно-артиллерийского вооружения и к началу 1980-х годов были начаты работы по созданию самоходных артиллерийских установок следующего поколения: 2С17 — для батальонного звена, 2С18 — для полкового, 2С19 — для дивизионного. Все самоходные установки традиционно базировались на гусеничных шасси различной весовой категории, однако в то же время внимание Министерства обороны СССР было обращено на колёсные САУ. Использование таких самоходных артиллерийских установок на территории с хорошо развитой дорожной сетью давало существенные тактические преимущества перед гусеничными САУ (увеличивалась скорость перемещения и появлялась возможность быстрого ухода от ответного огня противника).
В 1982 году Центральный научно-исследовательский института «Буревестник» провёл НИР под наименованием «Шасси», по результатам которой была обоснована возможность создания 152-мм самоходной артиллерийской установки на базе грузового автомобиля Урал-5323. В то же время под шифром «Открытие» велась ОКР по созданию перспективного семейства грузовых автомобилей. В рамках этих работ Кременчугский автомобильный завод изготовил и испытал экспериментальный грузовик-тягач КрАЗ-ЧР-3130. В период с 1983 по 1984 год Уральский автомобильный завод и Производственное объединение «Баррикады» изготовили и провели испытания экспериментального образца 152-мм самоходной гаубицы на шасси грузового автомобиля Урал-5323, однако в качестве базового было выбрано шасси КрАЗ-ЧР-3130. Полученные проработки легли в основу ОКР под наименованием «Мста-К» (индекс ГРАУ — 2С21).
| Сравнительная таблица ТТХ предлагаемых шасси для САУ 2С21 |           |           |
| Модель автомобиля                                         | Урал-5323 | КрАЗ-6316 |
| Основные характеристики                                   |           |           |
| Полная масса автомобиля, т                                | 19,25     | 30,7      |
| Грузоподъёмность, т                                       | 9         | 15        |
| Дорожный просвет, мм                                      | 400       | 370       |
| Подвижность                                               |           |           |
| Колёсная формула                                          | 8x8       | 8x8       |
| Мощность двигателя, л. с.                                 | 260       | 450       |
| Максимальная скорость по шоссе, км/ч                      | 80        | 85        |
| Контрольный расход топлива, л/100 км                      | 40        | 45        |
| Запас хода по шоссе, км                                   | 1240      | 1000      |
| Преодолеваемый брод, м                                    | 1,75      | 1,6       |

Официально работы по созданию 152-мм дивизионной самоходной колёсной гаубицы были начаты в 1985 году в соответствии с решением Военно-промышленной комиссии от 14 августа и приказом Министерства оборонной промышленности от 30 августа. Основные работы велись в отделении № 2 ЦНИИ «Буревестник» под руководством Л. П. Дука, расчёты по определению оптимальной схемы устойчивости проводились в отделении № 4 под руководством Н. Н. Худкова. К 1987 году был закончен технический проект новой самоходной гаубицы, а также изготовлен опытный образец на базе автомобиля КрАЗ-ЧР-3130, получившего после доработок обозначение КрАЗ-6316. Однако, из-за возникшей необходимости существенной доработки базового шасси для соблюдения требований, предъявляемых Министерством обороны к грузовикам КрАЗ-6316, Министерство автомобильной промышленности пришло к выводу о нецелесообразности дальнейших работ в направлении создания 152-мм колёсных самоходных гаубиц. 17 октября 1987 года Военно-промышленной комиссией было принято решение о прекращении работ по САУ 2С21 «Мста-К».

## Описание конструкции
Шасси САУ 2С21 представляло собой грузовой автомобиль выполненный по бескапотной схеме. В передней части САУ находилась бронированная кабина, созданная на базе автомобиля КрАЗ-260. Основным отличием кабины КрАЗ-6316 от КрАЗ-260 было отсутствие моторного отсека и оперения, а также установленный в передней части радиатор охлаждения. За кабиной размешался многотопливный V-образный 8-цилиндровый дизельный двигатель ЯМЗ-8425.10 и 9-ступенчатая коробка передач ЯМЗ-202. В задней части САУ устанавливалась бронированная башня кругового вращения с орудием, а также откидные опорные сошники. Все элементы самоходной гаубицы размещались на неразрезной раме. Ходовая часть 2С21 состояла из четырёх мостов. Все мосты ведущие, передние — управляемые. В качестве основного вооружения использовалась 152-мм нарезная гаубица, унифицированная по баллистическим характеристикам с гаубицей 2А64, устанавливаемой на САУ 2С19.

### Применяемые выстрелы
| Номенклатура боеприпасов |                |                 |                   |                             |                          |                                 |                                     |
| Индекс выстрела          | Индекс снаряда | Индекс заряда   | Масса снаряда, кг | Масса ВВ, кг                | Марка взрывателя         | Начальная скорость снаряда, м/с | Максимальная дальность стрельбы, км |
| Кассетные                |                |                 |                   |                             |                          |                                 |                                     |
| 3ВО13                    | 3-О-13         | 54-ЖН-546       | 41,4              | 8×0,23                      | ДТМ-75                   |                                 | 14,5                                |
| 3ВО14                    | 3-О-13         | 54-Ж-546У       | 41,4              | 8×0,23                      | ДТМ-75                   |                                 | 11                                  |
| 3ВО28                    | 3-О-23         | 4Ж61            | 42,8              | 40×0,042                    |                          |                                 | 21                                  |
| 3ВО29                    | 3-О-23         | 54-ЖН-546       | 42,8              | 40×0,042                    |                          |                                 |                                     |
| 3ВО30                    | 3-О-23         | 54-Ж-546У       | 42,8              | 40×0,042                    |                          |                                 | 14                                  |
| Осколочно-фугасные       |                |                 |                   |                             |                          |                                 |                                     |
| 53-ВОФ-546               | 53-ОФ-540(Ж)   | 54-ЖН-546/4Ж38  | 43,56             | 5,86                        | РГМ-2, В-90, Д-1-У, АР-5 | 669                             | 17,8                                |
| 53-ВОФ-546У              | 53-ОФ-540(Ж)   | 54-Ж-546У       | 43,56             | 5,86                        | РГМ-2, В-90, Д-1-У, АР-5 | 517                             | 13,59                               |
| 3ВОФ32(-1)               | 3ОФ25          | 54-ЖН-546/4Ж38  | 43,56             | 6,88                        | РГМ-2, В-90, АР-5        | 669                             | 17,8                                |
| 3ВОФ33(-1)               | 3ОФ25          | 54-Ж-546У       | 43,56             | 6,88                        | РГМ-2, В-90, АР-5        | 517                             | 13,59                               |
| 3ВОФ58(-1)               | 3ОФ45          | 54-ЖН-546/4Ж38  | 43,56             | 7,65                        | РГМ-2, РГМ-2М            | 667                             | 19,4                                |
| 3ВОФ72(-1)               | 3ОФ45          | 4Ж61            | 43,56             | 7,65                        | РГМ-2, РГМ-2М            | 810                             | 24,7                                |
| 3ВОФ73(-1)               | 3ОФ45          | 54-Ж-546У       | 43,56             | 7,65                        | РГМ-2, РГМ-2М            | 516                             | 14,37                               |
| 3ВОФ91                   | 3ОФ61          | 4Ж61            | 43,56             | 7,8                         | РГМ-2, РГМ-2М            | 828                             | 29,06                               |
| 3ВОФ96                   | 3ОФ64          | 4Ж61            | 43,56             | 7,8                         | РГМ-2, РГМ-2М            | 810                             | 24,7                                |
| 3ВОФ97                   | 3ОФ64          | 54-ЖН-546/4Ж38  | 43,56             | 7,8                         | РГМ-2, РГМ-2М            | 667                             | 19,4                                |
| 3ВОФ98                   | 3ОФ64          | 54-Ж-546У       | 43,56             | 7,8                         | РГМ-2, РГМ-2М            | 516                             | 14,37                               |
| Управляемые              |                |                 |                   |                             |                          |                                 |                                     |
| 3ВОФ63                   | 3ОФ38          | 54-ЖН-546 (№ 1) | 49,5              | 8,5 (тротиловый эквивалент) |                          |                                 | 12                                  |
| 3ВОФ64                   | 3ОФ39          | 54-ЖН-546 (№ 1) | 50                | 6,3                         |                          |                                 | 20                                  |
| 3ВОФ66                   | 3ОФ38          | 54-Ж-546У       | 49,5              | 8,5 (тротиловый эквивалент) |                          |                                 | 8                                   |
| 3ВОФ93                   | 3ОФ39          | 54-Ж-546У       | 50                | 6,3                         |                          |                                 |                                     |
| Шрапнельные              |                |                 |                   |                             |                          |                                 |                                     |
| 3ВШ2                     | 3Ш2            | 54-ЖН-546/4Ж38  | 43,56             |                             | ДТМ-75                   | 667                             | 17,75                               |
| 3ВШ5                     | 3Ш2            | 54-Ж-546У       | 43,56             |                             | ДТМ-75                   | 517                             | 13,59                               |
| Постановщик помех КВ/УКВ |                |                 |                   |                             |                          |                                 |                                     |
| 3ВРБ36                   | 3РБ30(-1…8)    | 54-Ж-546У       | 43,56             | —                           |                          |                                 | 13,5                                |
| 3ВРБ37                   | 3РБ30(-1…8)    | 54-ЖН-546       | 43,56             | —                           |                          |                                 | 18                                  |
| 3ВРБ38                   | 3РБ30(-1…8)    | 4Ж61            | 43,56             | —                           |                          |                                 | 22                                  |

## Оценка машины
|                                      | 2С19       | 2С21          |
| ------------------------------------ | ---------- | ------------- |
| Боевая масса, т                      | 42         | не более 30,7 |
| Тип шасси                            | гусеничное | колёсное      |
| Мощность двигателя, л. с.            | 780        | 450           |
| Максимальная скорость по шоссе, км/ч | 60         | 85            |
| Запас хода по шоссе, км              | 500        | 1000          |

В 1980-е годы в СССР предпринималась попытка создания артиллерийских комплексов на колёсном шасси, был открыт ряд работ, среди которых были: 2С23 «Нона-СВК» — для батальонного, 2С26 «Пат-К» — для полкового, 2С21 «Мста-К» — для дивизионного звена, а также САУ 2С22 «Колба-3». Перевод самоходных артиллерийских орудий с традиционного гусеничного шасси на колёсное давал ряд преимуществ, среди которых было существенное повышение тактических возможностей на театре военных действий с хорошо развитой сетью автомобильных дорог. Благодаря существенному повышению скорости перемещения по автострадам колёсные САУ намного быстрее могли бы выполнять поставленные задачи, а также сменять огневые позиции и уходить от ответного огня. Несмотря на получаемые преимущества большинство работ по колёсным САУ было закрыто, одной из причин послужила неоправданная сложность и длительность адаптации и доработки базовых шасси под требования, предъявляемые Министерством обороны СССР. Единственной колёсной САУ принятой на вооружение Советской армии стало батальонное самоходное артиллерийское орудие 2С23. К идее создания колёсной САУ бригадного звена вернулось уже Министерство обороны России в ходе работ над самоходным артиллерийским орудием «Коалиция-СВ». Помимо гусеничного варианта также ведутся работы и над колёсной версией САУ
|                                            | 2С21          | G6        | vz.77     | NORA-B |
| ------------------------------------------ | ------------- | --------- | --------- | ------ |
| Годы разработки                            | 1984—1987     | 1981—1988 | 1970—1977 | 1992   |
| Боевая масса, т                            | не более 30,7 | 36,5      | 29,25     | 30,62  |
| Экипаж, чел.                               | 5             | 6         | 5         | 5      |
| Калибр орудия, мм                          | 152,4         | 155       | 152,4     | 155    |
| Длина ствола, клб.                         | 47            | 45        | 36,7      | 45     |
| Углы ВН, град                              |               | −5…+75    | −4…+70    | −3…+50 |
| Углы ГН, град                              |               | 80        | 90        | 80     |
| Возимый боезапас, выстр.                   |               | 44        | 40—60     | 36     |
| Максимальная дальность стрельбы ОФС, км    | 24,7          | 30        | 18,5      | 29,4   |
| Максимальная дальность стрельбы АР ОФС, км | 29,06         | 37,5      | 28,23     | 38,9   |
| Масса ОФС, кг                              | 43,56         | 45,5      | 43,56     |        |
| Максимальная скорость по шоссе, км/ч       | 85            | 90        | 80        | 80     |
| Запас хода по шоссе, км                    | 1000          | 400       | 600       | 500    |

Помимо СССР, тема дивизионно-армейских артиллерийских комплексов на колёсном шасси прорабатывалась и в других странах-членах Варшавского договора. В Чехословакии на базе грузового автомобиля Tatra T815 была разработана 152-мм самоходная пушка-гаубица vz.77 «Дана». На вооружение Чехословакии vz. 77 была принята в 1977 году, а с 1981 года было начато её серийное производство. САУ представляла собой массивную бронированную башню с вооружением, установленную в средней части бронированного колёсного шасси. Для устойчивой стрельбы САУ vz. 77 оборудована откидными сошниками. Основным вооружением является 152-мм пушка-гаубица с баллистикой аналогичной пушкам-гаубицам 2С3 и Д-20. Несмотря на ряд недостатков в виде ограниченного угла горизонтального обстрела, существенно большего времени перевода из походного в боевое положение, а также худшего качества изготовления, чем у самоходной гаубицы 2С3, vz. 77 обладала намного меньшей ценой и большей мобильностью. По сравнению с 2С21 к моменту принятия на вооружение САУ «Дана» оснащалась орудием с устаревшей баллистикой, позволявшей вести стрельбу стандартным осколочно-фугасным снарядом типа 53-ОФ-540 всего на 18,5 км (против 24,7 у 2С21). Для vz. 77 также был разработан активно-реактивный снаряд увеличивший максимальную дальность стрельбы до 28,23 км, позднее была разработана модификация под обозначением Ondava с орудием новой баллистики и длиной ствола в 47 калибров, однако, дальше опытного образца её производство не сдвинулось.
Ещё одной аналогичной разработкой является 155-мм самоходная гаубица G6. Основной задачей, которую решали конструктора ЮАР при проектировании G6, было придание принятой на вооружение буксируемой гаубице G5 мобильности на уровне боевой машины пехоты OMC «Ratel». Разработка САУ G6 велась с 1981 по 1987 годы, а с 1988 начато серийное производство. Как и аналоги, G6 представляет собой бронированное колёсное шасси, на котором установлена бронированная поворотная башня с основным вооружением. По сравнению с самоходной гаубицей 2С21 САУ G6 обладает орудием с лучшей баллистикой, позволяющей вести стрельбу стандартными осколочно-фугасными снарядами на дальности до 30 км, а снарядами с донным газогенератором до 37,5 км.
Позднее, уже в 1990-е и 2000-е годы колёсные самоходные гаубицы приобрели определённую популярность на рынке вооружения, так в 1992 году Югославия разработала 155-мм самоходную гаубицу NORA-B, в 1994 году французская военно-промышленная компания Giat Industries продемонстрировала опытный образец САУ CAESAR. В 2000-е свои варианты колёсных 155-мм САУ были разработаны в Швеции и Израиле.